# Южный Уэльс
Южный Уэльс (валл. De Cymru, англ. South Wales) — регион Уэльса, граничащий с Англией на востоке и центральным Уэльсом на севере. Его население составляет около 2,2 миллиона человек, что составляет почти три четверти всего Уэльса, в том числе 400 000 в Кардиффе , 250 000 в Суонси и 150 000 в Ньюпорте. Как правило, считается, включает в себя исторические графства Гламорган и Монмутшир. Южный Уэльс простирается на запад до Кармартеншира и Пемброкшира. Национальный парк «Маяки Брекона» охватывает около трети Южного Уэльса, включая Пен-и-Фан, самую высокую гору Британии к югу от Кадер-Идриса, в Сноудонии.

## История

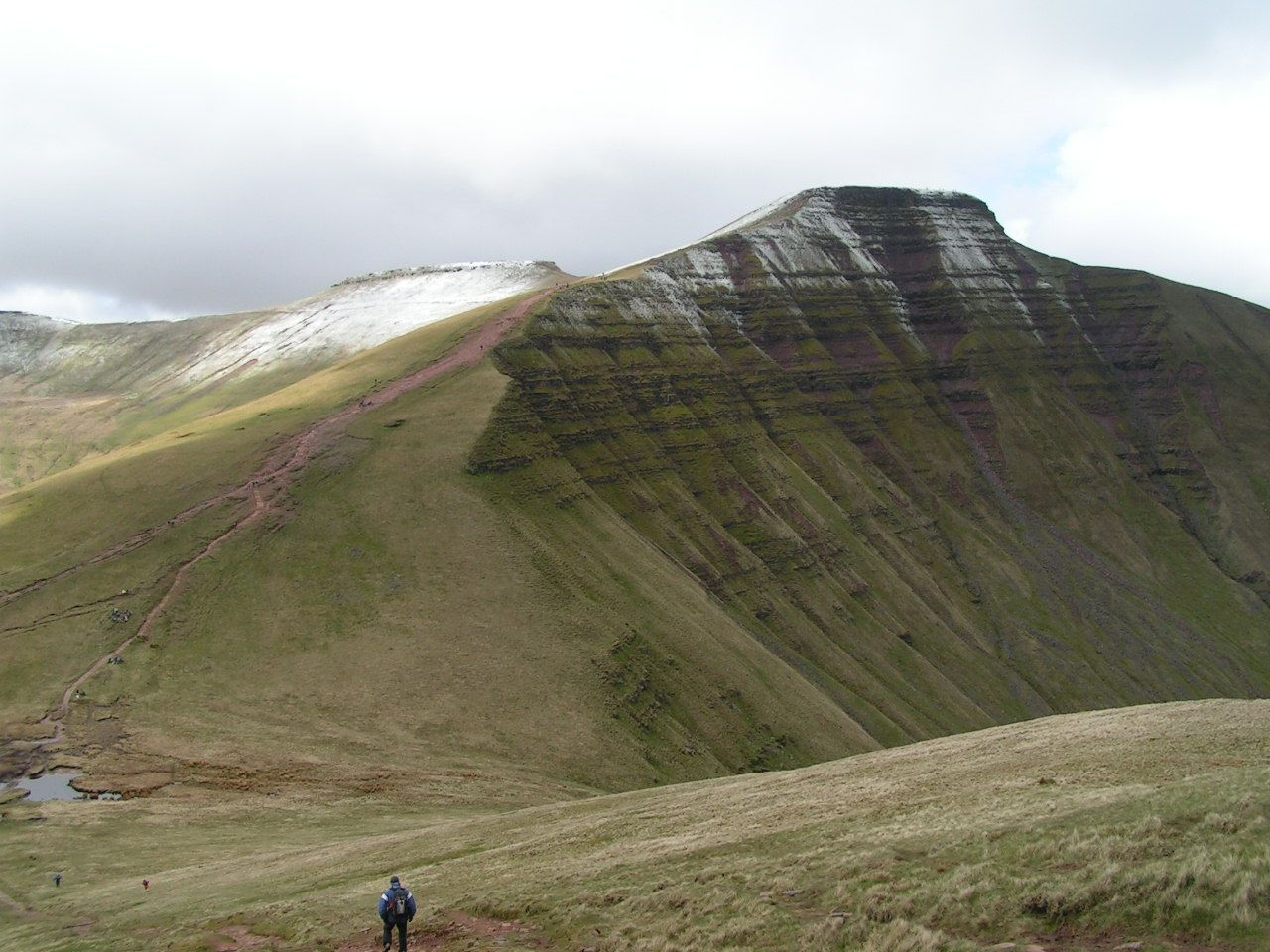
Пен-и-Фан
2,907 фута (886 метров).

Между Ридландским статутом 1284 года и Актом 1535 года земли короны (королевские) в Уэльсе образовали Княжество Уэльс. Оно было разделено на княжество Южный Уэльс и княжество Северный Уэльс. Южное княжество состояло из графств Кередигион и Кармартеншир, областей, которые ранее были частью валлийского королевства Деейбарт («южная земля»). Юридическая ответственность за этот район лежала в руках юстициара Южного Уэльса, базирующегося в Кармартене. Другие части южного Уэльса находились в руках различных марчер-лордов (Marcher Lords).
Законы Уэльса. Законы 1542 года учредили в Уэльсе Большой Сессионный суд на основе четырех судебных округов. Схема Брекон обслуживала графства Брекнокшир, Рэдноршир и Гламорган, а схема Кармартена обслуживала Кардиганшир, Кармартеншир и Пембрукшир. Монмутшир был присоединён к округу Оксфорд в судебных целях. Таким образом, эти семь южных округов отличались от шести округов северного Уэльса.
Суд Великих сессий прекратил свое существование в 1830 году, но графства просуществовали до Закона 1972 года о местном самоуправлении, который вступил в силу в 1974 году. Создание графства Поуис объединило одно северное графство (Монтгомеришир) с двумя южными (Бреконшир и Рэдноршир).
Таким образом, существуют разные концепции Южного Уэльса. Все считают, что Гламорган и Монмутшир находятся в Южном Уэльсе. Но статус Бреконшира или Кармартеншира, например, остается спорным. На западе, от Суонси к западу, местные жители чувствуют, что они живут как в южном, так и в западном Уэльсе . Обычно считается, что районы к северу от Брекон-Биконс и Черных гор находятся в Среднем Уэльсе.
Еще одна неуверенность заключается в том, следует ли писать первый элемент имени с большой буквы: «южный Уэльс» или «Южный Уэльс». Поскольку название является географическим обозначением, а не конкретной территорией с чётко определенными границами, в руководствах по стилю, таких как BBC и The Guardian, используется форма «южный Уэльс».
Долины Южного Уэльса и горные хребты когда-то были сельскими районами, известными своими речными долинами и древними лесами и воспеваемыми романтическими поэтами, такими как Уильям Вордсворт, а также поэтами, сочинявшими на валлийском языке, хотя интересы последних лежали в большей степени в обществе и культуре, чем в воспоминаниях о природе. Эта естественная среда в значительной степени изменилась во время ранней промышленной революции, когда области долины Гламорган и Монмутшир использовались для добычи угля и железа. К 1830-м годам сотни тонн угля перевозились баржами в порты Кардиффа и Ньюпорта. В 1870-х годах уголь транспортировался по сетям железнодорожного транспорта в доки Ньюпорта, в то время крупнейшие доки для экспорта угля в мире, а к 1880-м годам уголь экспортировался из Барри в долине Гламорган.
Маркиз Бьют, которому принадлежит большая часть земли к северу от Кардиффа, построил систему паровых железных дорог на своей земле, которая простиралась от Кардиффа до многих долин Южного Уэльса, где был найден уголь. Затем лорд Бьют взимал плату за тонну угля, вывезенного по его железным дорогам. Поскольку добыча угля и выплавка чугуна являлись основными видами деятельности в Южном Уэльсе, сюда устремились тысячи иммигрантов из Мидлендса, Шотландии, Ирландии, Корнуолла и даже Италии, чтобы пустить корни в этом регионе. Очень многие прибыли из других угледобывающих регионов, таких как Сомерсет, Форест-оф-Дин в Глостершире и оловянных рудников Корнуолла, такие как Geevor Tin Mine — требовалось много опытных и готовых к работе рабочих рук. Некоторые из мигрантов уехали, но многие обосновались в долинах Южного Уэльса между Суонси и Абергавенни как англоязычные общины с уникальной идентичностью. Промышленные рабочие размещались в коттеджах и таунхаусах недалеко от шахт и литейных цехов, в которых работали. Большой приток населения за эти годы привел к перенаселенности, что привело к вспышкам холеры, а в социальном и культурном плане — почти к потере валлийского языка в этом районе.
В период Великой депрессии 1930-х годов в Соединенном Королевстве была потеряна почти половина угольных карьеров на угольном месторождении Южного Уэльса, и их количество еще больше уменьшилось в годы после Второй мировой войны. После забастовки шахтеров Великобритании (1984—1985), и закрытия последней «традиционной» шахты с глубокими стволами Tower Colliery в январе 2008 года, их осталось мало.
Несмотря на интенсивную индустриализацию долин добычи угля, многие части ландшафта Южного Уэльса, такие как верхняя часть долины Нит, долина Гламорган и долины рек Уск и Уай, остаются красивыми и нетронутыми, и признаны местами, вызывающими особый научный интерес. Кроме того, многие когда-то сильно индустриализированные районы превратились в пустыню, некоторые из них оснащены серией велосипедных дорожек и другими удобствами на открытом воздухе. Обширные лесные угодья и открытые вересковые пустоши также вносят свой вклад в благоустройство ландшафта.

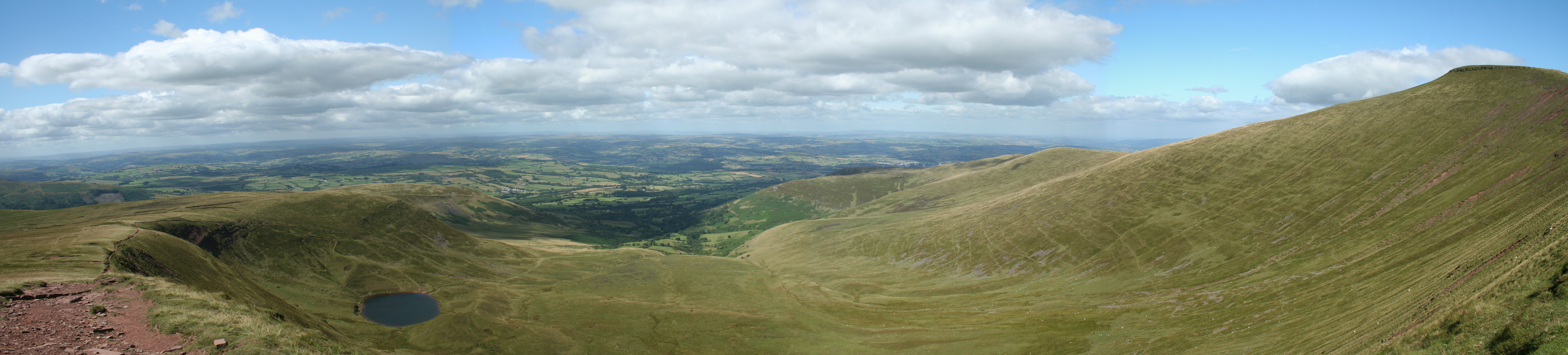
Вид на север с вершины Корн Дю, Брекон Биконс

## Промышленно развитые районы XIX и XX веков
Мертир-Тидвил (валл. Merthyr Tudful) вырос вокруг металлургического завода в Даулейсе, который был основан для разработки местных залежей железной руды, и со временем он стал крупнейшим городом по производству железа в мире. Рядом были построены новые угольные шахты, чтобы питать печи, и чтобы добывать уголь на экспорт. По переписи 1831 года население Мертира составляло 60 000 человек — в то время больше, чем Кардифф, Суонси и Ньюпорт вместе взятые, — и его отрасли промышленности включали угольные шахты, металлургические заводы, кабельный завод, навесы для двигателей и подъездные пути и многое другое. В этом городе родился Джозеф Парри, композитор песни Myfanwy.
Главные города округи, в том числе Римни, Тредегар и Эббу-Вейл, выросли в результате промышленной революции, производя уголь, металлические руды, а позже и сталь.
Катастрофа в Аберфане: Шахта Мертир-Вейл начала добывать уголь в 1875 году. Грунт от горных выработок складывался на холмах недалеко от деревни, которая находится поблизости. Это продолжались до 1960-х годов. Несмотря на национализацию, Национальный совет угля не смог оценить опасность, которую они создали. В октябре 1966 года из-за проливного дождя гигантский угольный наконечник стал нестабильным, что привело к катастрофе в Аберфане. Отчасти причиной этого, по всей видимости, явился недавний сброс мелких частиц угля и золы, известный как «хвосты». Чёрная волна высотой 30 футов (9 м.) хлынула через Гламорганширский канал и снесла дома на своем пути к деревенской школе. Погибли 114 детей и 28 взрослых .
В 1860 году в долинах Ронда (Ронда Фах и Ронда Фаур) проживало около 3000 человек, но к 1910 году население выросло до 160 000 человек. Ронда стала центром крупной угольной промышленности Южного Уэльса. Аварии на шахтах под землей были обычным явлением, и в 1896 году пятьдесят семь мужчин и мальчиков были убиты в результате взрыва газа на Тайлорстаунской шахте. Расследование показало, что данная шахта  должным образом не обследовалась в течение предыдущих 15 месяцев.
Эббу Вейл (Ebbw Vale), долина реки Эббу, которая простирается от города Эббу до Ньюпорта, включает в шахтерские города и села Ньюбридж, Риска, Крамлин, Аберкарн и Кумкарн.
Угольные пласты каменноугольного периода Black Vein в этом районе лежат примерно на 900 футов (275 метров) ниже поверхности, и связанные с ними горнодобывающие работы стали причиной многих трагических подземных взрывов, обрушений и несчастных случаев на шахтах.
Тяжелое индустриальное прошлое Долин сегодня заменяется возрождением городов, туризмом и новыми инвестициями. Крупные фабрики, пустые или переданные в розничную торговлю, свидетельствуют об отсутствии успеха в замене старых производств.

## Язык
Родным языком большинства жителей Южного Уэльса является английский, но многие также говорят на валлийском. В западной части Гламоргана, в частности долина Нит и Суонси, сохраняются значительные валлийско-говорящие сообщества, такие как Истрадгинлейс и Исталифер.
Местный сленг, диалект и фразы сообществ долин Южного Уэльса называют «валлийским» и часто используют с комическим эффектом. Этот диалект встречается в таких прибрежных городах, как Барри, как показано в комедийном сериале BBC «Гэвин и Стейси» .
Валлийский теперь является обязательным языком до уровня GCSE для всех студентов, которые начинают свое образование в Уэльсе. Несколько средних школ, предлагающих валлийское среднее образование работают в этой области, например, Ysgol Gyfun Llanhari в Понтиклане, Ysgol Gyfun Y Cymmer в городе Порт округа Ронте, Ysgol Gyfun Rhydywaun в Penywaun в долине Cynon, Ysgol Gyfun Gwynllyw в Понтипул, Ysgol Gyfun Cwm Rhymni в Blackwood, Ysgol Gymraeg Plasmawr в Кардиффе и Ysgol Gyfun Garth Olwgв церковной деревне.
Значительное количество людей из общин этнических меньшинств говорят на другом языке как на своем родном, особенно в Кардиффе и Ньюпорте. Обычно разговорные языки в некоторых регионах включают пенджаби, бенгали, арабский, сомалийский и китайский, и все чаще используются центральноевропейские языки, например, польский .
Бардовские литературно-музыкальные праздники с элементами соревнования называются в Уэльсе валлийскими эйстетводами.
В XIX и начале XX веков эйстетводы способствовали сохранению валлийской литературной и музыкальной культуры Несмотря на несколько робких попыток подражать этой литературе на английском языке, можно утверждать, что немногие писатели, похоже, связаны либо с землей, либо с литературной традицией. Единственным исключением, в некоторой степени, можно считать Дилана Томаса.

## Промышленность сегодня
Бывшие предприятия тяжелой промышленности по добыче угля и выплавке чугуна исчезли со времен экономической борьбы 1970-х годов. Закрытие предприятий продолжались до 1980-х годов, и к июлю 1985 года в регионе оставалась только 31 угольная шахта. В результате дальнейшего закрытия к началу 1990-х в регионе осталась только одна глубокая шахта которая окончательно закрылась в январе 2008 года, когда она перешла в частную собственность после того, как была продана Национальным советом по углю.
С тех пор эти отрасли в значительной степени были заменены отраслями сферы услуг.
В городах, расположенных вдоль коридора M4, расположено несколько крупных компаний, таких как Admiral Insurance , Legal & General и Строительное общество Валлийского княжества. В регионе находится большое количество центров телефонного обслуживания, особенно в районе Долин. В Мертире-Тидвиле расположен главный операторский центр в Великобритании для немецкой компании мобильной связи T-Mobile . Многие рабочие места также предоставляются в малом и семейном бизнесе. Новые отрасли пока не справляются с задачей обеспечения стабильной занятости для большого числа трудоспособных людей, проживающих в этом районе.
Сектор телевидения и кино быстро становится основной отраслью в Южном Уэльсе, благодаря развитию BBC обширной специализированной производственной студии в Нантгаро, недалеко от Понтипридда, для популярного сериала «Доктор Кто». Огромный студийный комплекс Dragon International Film Studios, расположенный рядом с автомагистралью M4 между Бриджендом и Ллантрисантом, состоит из ряда больших павильонов, которые уже привлекли интерес некоторых голливудских режиссеров и продюсеров, ищущих подходящие помещения в Европе.

## Железные дороги
Great Western Railway обслуживает рейсы из Кардиффа Сентрал , Ньюпорта и Суонси в Лондон Паддингтон с классом 800 . Большинство услуг в Южном Уэльсе предоставляется компанией Transport for Wales Rail на главной линии Южного Уэльса и связанными с ней ветвями, такими как Valley Lines.

## Радиостанции
•	Капитал 97,4 и 103,2
•	Харт Южный Уэльс
•	96.4 Волна
•	Суонси Саунд
•	Суонси Бэй Радио
•	97.1 Радио Кармартеншир
•	102.5 Радио Пембрукшир
•	97.5 Скарлет FM
•	106.3 Мост FM
•	Афан FM
•	BBC Radio Wales
•	BBC Radio Cymru
•	Национальное радио
•	Поцелуй 101
Национальные СМИ Уэльса базируются в Кардиффе, где расположены основные студии и офисы BBC , ITV и S4C .